# Мутація (роман)
«Мутація» (англ. Mutation) — роман американського лікаря і письменника-фантаста Робіна Кука, у якому розглядаються проблеми використання генної інженерії: її користь, ризик та наслідки.

## Сюжет
Віктор Франк і його дружина Марша не можуть зачати другу дитину внаслідок неплідності Марші: через кровотечу під час перших пологів їй довелося видалити матку. Вони звертаються до методики сурогатного материнства як альтернативи. Віктор, лікар та співробітник біохімічної компанії «Chimera Inc.», імплантує сурогатній матері запліднену яйцеклітину Марші з агентом «Nerve Growth Factor» (NGF), імплантованим до шостої хромосоми, що за задумом стимулюватиме мозок дитини вирощувати більше нейронів, ніж звичайно та в результаті зробить з дитини вундеркінда. Їх син, Віктор Франк-молодший, або Ві-Джей (VJ), народився генієм. Він навчився говорити у віці шести місяців, а у тринадцять місяців — читати. Приблизно у чотирирічному віці Ві-Джей демонструє зупинку розвитку інтелекту, що змушує Віктора вважати експеримент невдалим. З цього моменту Ві-Джей живе спокійним життям, але деякі ознаки змушують непокоїтися його маму — дитячого психіатра. Проте батько — Віктор-старший — вважає, що з Ві-Джеєм усе добре. 

Коли Ві-Джею виповнилося п'ять років, його старший брат Девид і їхня няня Дженис, вмирають від незрозумілих рідкісних форм раку печінки. Дженис перед смертю демонструвала клініку психозу, пов'язаного з незрозумілим страхом перед дитиною — Ві-Джеєм, якого вона вважала «джерелом зла».
Десятирічний ВІ-Джей живе подвійним життям. Йому давно нецікаві однолітки, він залюбки читає найсерйознішу наукову літературу, причому ловить авторів книг на помилках. Ба навіть більше: він має власний банківський сейф, забитий пачками грошей, про які навіть не здогадуються ані батьки, ані працівники відділення банку…
Водночас починається ланцюг катастрофічних подій. Віктор вводив NGF до двох інших яйцеклітин, які були віддані двом родинам через репродуктивну клініку «Fertility Inc.». І обидві геніальні дитини нез'ясовно синхронно гинуть у віці трьох років через набряк головного мозку. Пізніше Віктор дізнається, що діти одержали антибіотик цефалоклор, який знову спричинив процес росту нервових клітин, внаслідок чого мозок стає занадто великим для черепної коробки, що й спричинює смерть. Проте батькам було повідомлено, що смерть їх дітей настала внаслідок алергії на цей антибіотик.
Віктор розпочинає розслідування смертей дітей, але не знаходить логічного пояснення того, яким чином і звідки вони отримали антибіотик. Він також наполягає на повному неврологічному обстеженні Ві-Джея, що викликає підозри у Марші. Віктор зрештою розкриває свій експеримент Марші, і ця інформація жахає її. Тоді вона здійснює повне психологічне обстеження Ві-Джея. Проте, нічого незвичного у результатах не виявлено, але Марша розуміє, що результати, здається, не відображають реальної картини особистості Ві-Джея. Це змушує її дійти висновку, що Ві-Джей проаналізував тести і просто обійшов їх, давши «потрібні» відповіді. Між тим, Віктор аналізує ДНК з клітин тканини пухлин, які вбили його старшого сина та няню. Коли пухлинні ДНК секвенуються, в обох наявна однакова гілка чужорідної ДНК.
Віктор розшукує Ві-Джея, який проводить багато часу в лабораторії і бачить коли він йде до старовинної башти з годинником на території, що належить «Chimera Inc.». Віктор слідує за ним, але його «нейтралізує» відданий Ві-Джею охоронець. Коли Віктор приходить до тями, він перебуває в лабораторії, побудованій Ві-Джеєм, де той вирішив багато біохімічних проблем, які лише намагався вирішити Віктор. Віктор вражений генієм його сина, і кидається продемонструвати синові досягнення Марші. Марша реагує на інформацію інакше: її непокоїть та частина лабораторії, яку Ві-Джей не показав їм. Віктор і Марша повертаються наступного дня і наполягають на тому, аби Ві-Джей показав їм решту лабораторії. У одній з кімнат у штучних інкубаторах Ві-Джей вирощує чотири плода з яйцеклітин Марші, які не були імплантовані. Ві-Джей розповідає їм, що немає п'ятого плоду через невдалу спробу імплантації в штучну матку, а також показує, що він змінив немовлят, аби пригальмувати їхній розумовий розвиток, тому вони не будуть розумніші за нього. Після цього він зізнається, що це він убив двох інших дітей, яким були введені NGF з тієї ж причини, тому він буде єдиним супергенієм. Більше того, він не лише вбив двох дітей, він також використовував створений ним же метод ін'єкції для ініціації пухлини щоб убити власного брата Девида, няню Дженіс і шкільного учителя Раймона Кавендіша, які «надто лізли в його життя».
Ві-Джей веде своїх нажаханих батьків до іншої кімнати, де в нього встановлені ємності, наповнені поживним середовищем з бактеріями Е. coli, генетично модифікованими для виробництва кокаїну, який хлопець продавав колумбійським наркоторговцям для фінансування своєї лабораторії. Ві-Джей наполягає на тому, щоб його батьки відкрили свої наміри щодо нього. Марша переконує Ві-Джея залишити її і Віктора поговорити на самоті, і вони вирішують вбити свого сина. NGF, можливо, й зробив Ві-Джея генієм, але ціною повної відсутності совісті. Віктор намагається обдурити Ві-Джея, і той погоджується звільнити його за двох умов: перше — Марша залишається в лабораторії як заручник, і друге — Віктор повинен завжди бути з його охоронцем. Віктор з охоронцем повертається додому і присипляє його снодійним. Потім він кидається до своєї лабораторії і синтезує нітрогліцерин. Він робить бомбу з нітрогліцерином, повзе через тунелі до лабораторії Ві-Джея і закладає бомбу до шлюзів, які стримують річкові води, готові рушити у підвали під баштою та зруйнувати її разом з лабораторією. Віктор переконує Ві-Джея випустити Маршу, щоб вона могла виконувати свою роботу і лишається сам з сином. Ві-Джей намагається вирватися до виходу, але Віктор зупиняє його: за іронією, незважаючи на те, що розум Ві-Джея далеко випередив самого Віктора, за силою Ві-Джей усе ще залишається десятирічною дитиною. І Віктор тримає його, аж поки вода не затопила лабораторію, убивши їх обох…
Минув один рік. Одна мама привела доньку-підлітка та її дитину до офісу. Марша збентежена тим, що 18-місячна дитина читає медичний журнал — як це робив Ві-Джей, а небесно-блакитні очі дитини свідчать, що саме ця дитина і є «невдалою» п'ятою зиготою з інкубатора Ві-Джея. Марша вирішує, що їй доведеться пройти ще один шлях, подібний до того, який вона пройшла з Ві-Джеєм, і «з допомогою Джо назавжди покінчити з тим кошмаром, який почав її чоловік».

## Проблематика
Роман зачіпає проблеми штучного запліднення та втручання науковців у розвиток людського ембріону. Експерименти з генетичним матеріалом можуть призвести до непередбачуваних насідків, з якими сучасна людина може й не впоратися.
Іншою проблемою роману є взаємозв'язок інтелектуального розвитку і моральних якостей індивіда. Насправді, чи не стане «абсолютний розум», позбавлений моральних принципів та духовних цінностей, «абсолютною зброєю»?

## Персонажі
- Віктор Франк — лікар і науковець, співробітник фірми «Chimera Inc.», директор підрозділу «Fertility Inc.». Батько Ві-Джея молодшого, хлопчика-генія.
- Марша Франк — лікар дитячий психіатр, мати Ві-Джея.
- Ві-Джей, Віктор Франк-молодший — ключова фігура твору. Геній з народження, який випередив за рівнем інтелекту будь-яку людину на Землі, але використав свій інтелект з недоброю метою.
- Співробітники фірм «Chimera Inc.», «Fertility Inc.», інші мешканці містечка.

## Переклади українською
Українською не перекладався.